# Leonard Maltin

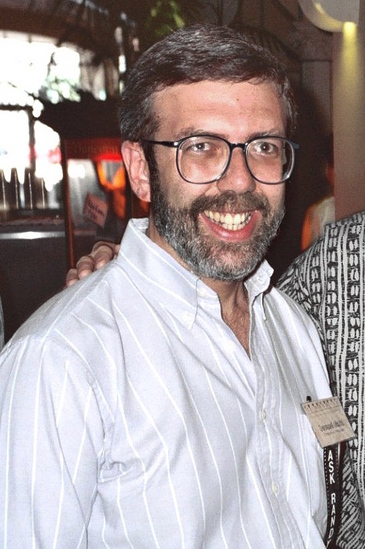
Leonard Maltin (1990)

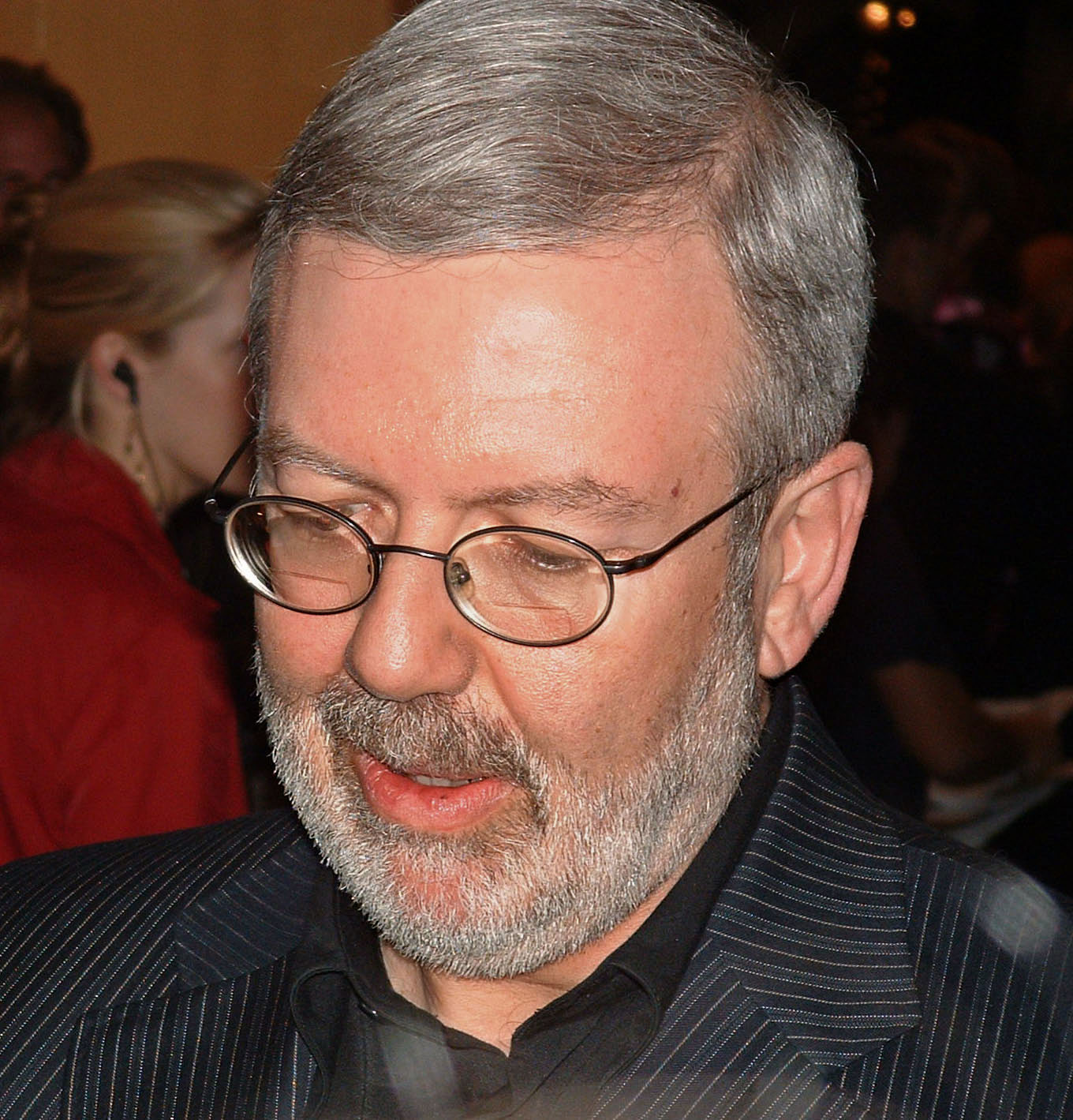
Maltin im Jahre 2005

Leonard Maltin (* 18. Dezember 1950 in New York) ist ein US-amerikanischer Filmkritiker und Sachbuchautor.

## Leben
Bereits im Alter von 15 Jahren begann Maltin eine Mitarbeit an der Zeitschrift Film Fan Monthly. Nach einer Journalisten-Ausbildung an der Universität von New York veröffentlichte Maltin Filmartikel in verschiedenen Zeitschriften, Zeitungen und Journalen, darunter den bekannten Magazinen Variety und TV Guide und machte sich bald einen Namen als ausgezeichneter Filmkritiker.
Als Autor ist Maltin am bekanntesten durch sein Kompendium Leonard Maltin's Movie and Video Guide geworden, das seit 1969 ständig mit Filmzusammenfassungen und Besprechungen aktualisiert wird und seit 1988 auch jährlich erscheint. Er schrieb außerdem Bücher über die Filmkunst (Behind the Camera, The Whole Film Sourcebook, Leonard Maltin’s Movie Encyclopedia und Of Mice and Magic: A History of American Animated Cartoons (deutsche Ausgabe im Literaturverzeichnis unten)). Eines seiner Spezialgebiete ist das Filmschaffen Walt Disneys und der von ihm begründeten Unternehmensgruppe, der Walt Disney Company. Darüber verfasste Maltin das Standardwerk The Disney Films, das mehrere Auflagen erlebte.
Seit den 1980er-Jahren ist Maltin regelmäßig als Filmkritiker in der US-amerikanischen Sendung Entertainment Tonight zu sehen und auch in einem eigenen Radioprogramm zu hören (Leonard Maltin on Video). Zusammen mit der Bostoner Filmkritikerin Joyce Kulhawik moderiert er auch die Fernsehsendung Hot Ticket. In Deutschland erlangte Maltin seit der Einführung der DVD ebenfalls eine größere Bekanntheit, da er vor allem bei einer Reihe von Disney-DVDs als Moderator und Kommentator auftritt. In seiner Funktion als Kritiker und Filmhistoriker ist er auch ein gefragter Interview-Partner in TV-Dokumentationen.
In der Mitte der 1990er-Jahre wurde Maltin Präsident der Los Angeles Film Critics Association und gehört zum Aufsichtsrat des „Hollywood Entertainment Museum“. Seit fast einem Jahrzehnt ist Maltin auch als Lehrer an der „New School for Social Research“ in New York tätig und lehrt gegenwärtig auch an der „School of Cinema-Television“ an der University of Southern California. In dem Horrorfilm Gremlins 2 – Die Rückkehr der kleinen Monster des Regisseurs Joe Dante von 1990 spielt Leonard Maltin in einer kurzen Gastrolle sich selbst, indem er in einem TV-Studio während einer Rezension den ersten Gremlins-Film polemisch verreißt, woraufhin ihn bösartige Gremlins angreifen.
Im Jahr 2022 wurde er in die Academy of Motion Picture Arts and Sciences (AMPAS) berufen, die alljährlich die Oscars vergibt.
Maltin ist verheiratet und Vater einer Tochter, mit der er auch einen Podcast produziert.

## Werke
- Der klassische amerikanische Zeichentrickfilm. (OT: Of Mice and Magic).  Heyne, München, ISBN 3-453-86042-X.
- The Disney Films. 3. Auflage.  Hyperion, New York 1995,  ISBN 0-7868-8137-2.
- zusammen mit Richard W. Bann: Die kleinen Strolche. (OT: The Little Rascals). Trescher, Berlin 1995, ISBN 3-928409-31-X.